# Ottokar aus der Gaal
Pour les articles homonymes, voir Gaal.
Ottokar aus der Gaal est un historien et poète allemand, né au château de Horneck en Styrie vers 1250 et mort vers 1310.
Il est au nombre des Minnesänger les plus distingués. Il combattit sous les drapeaux de Rodolphe de Habsbourg et vit de près les personnages historiques de son temps. 

## Œuvres
On a de lui une Histoire des Empires (jusqu'à la mort de Frédéric II), écrite en 1280, et une Chronique en vers des événements contemporains (1266-1309), qui contient 83 000 vers : cette chronique, remarquable par sa véracité, est une des sources les plus précieuses pour l'histoire de cette époque. On conserve le 1er de ces ouvrages en manuscrit dans la bibliothèque de Vienne, on trouve le 2e dans les Scriptores rerum austriacarum de J. Pez, Leips., 1725.

## Source
Cet article comprend des extraits du Dictionnaire Bouillet. Il est possible de supprimer cette indication, si le texte reflète le savoir actuel sur ce thème, si les sources sont citées, s'il satisfait aux exigences linguistiques actuelles et s'il ne contient pas de propos qui vont à l'encontre des règles de neutralité de Wikipédia.